# Société française de biochimie et de biologie moléculaire
La Société française de biochimie et biologie moléculaire (SFBBM), reconnue d'utilité publique par décret du 27 avril 1933, a été fondée le 13 mars 1914 à Paris par Maurice Nicloux, sous le nom de Société de chimie biologique. Il s'agit d'une association de nature scientifique, sans but lucratif, qui a pour mission de promouvoir la recherche fondamentale et finalisée et la formation dans les domaines de la biochimie et de la biologie moléculaire, de rassembler tous les acteurs contribuant au développement de ces disciplines, et de favoriser l'échange et la dissémination d'informations.
La SFBBM compte notamment Emmanuelle Charpentier, prix Nobel de chimie 2020, parmi ses membres actifs.